# Lana Gogoberidze
Lana Gogoberidze (en en georgiano: ლანა ღოღობერიძე (Tbilisi ( Georgia, entonces en la URSS ) 13 de octubre de 1928) es una cineasta soviética y georgiana, y una política georgiana.

## Biografía
Lana Gogoberidze nació en el seno de una familia activista del Partido Comunista. Su padre ocupó puestos de responsabilidad en el partido y su madre, Nutsa Gogoberidze, fue la primera directora de cine georgiana. Ambos fueron arrestados en 1937 durante las conocidas como "purgas estalinistas" y  fueron deportados. El padre, no sobrevivió.
Estudió en la Universidad Estatal de Tbilisi en 1953 y se formó en el Instituto de Cine de la Unión Soviética en Moscú, graduándose en 1958 al tiempo que presentaba una tesis en filología sobre el escritor estadounidense Walt Whitman. 
Sus dos primeros largometrajes , Erti tsis kvesh (Bajo el mismo cielo), realizado en 1961, y Ramdenime interviev piradsakitkhebze (Algunas entrevistas sobre temas personales), plantean cuestiones relacionadas con la situación de las mujeres. 
En 1975, fue nombrada directora del estudio de cine en el Instituto de Teatro Shota Rustaveli (más tarde Universidad Estatal de Teatro y Cine Shota Rustaveli ).
En 1984, su película El día más largo que la noche fue seleccionada para el Festival de Cine de Cannes y nominada a la Palma de Oro como mejor película. Ese mismo año fue miembro del jurado del Festival de Cine de Berlín.
En 1988 asumió la dirección del Estudio Kartuli Pilmi.

### Trayectoria política
En 1993 cuando Georgia recuperó la independencia tras su pasado como república soviética, fue elegida diputada en el Parlamento georgiano y ocupó el escaño hasta 1999.
El presidente Eduard Shevardnadze la nombró entonces representante de su país ante el Consejo de Europa  en Estrasburgo, cargo que ocupó hasta 2005, con un interludio de algunos meses.
En noviembre de 2003 después de la Revolución de las Rosas fue nombrada embajadora de Georgia en Francia por el presidente Mijaíl Saakashvili asumiendo la organización de su primera visita oficial al país.
De 2006 a 2008, encabezó la delegación georgiana ante la UNESCO  en París.

### Mirada intergeneracional
En 2023, a los 93 años, realizó el documental Deda-Shvili an rame ar aris arasodes bolomde bneli (Madre e hija, o la noche nunca es completa), Georgia-Francia 1923, codirigido y producido por su hija, la también cineasta Salomé Gogoberidze, conocida por Salomé Alexi, en el que reflexiona sobre su madre Nutsa, cineasta pionera de Georgia, "en cuyo trabajo destacó la humanidad, el feminismo, el amor y la lucha contra la violencia en tiempos oscuros" y en la que interviene también su hija, Salomé. El documental fue presentado en 2024 en la Berlinale.
A lo largo de su carrera hizo la traducción de varios autores al georgiano, entre ellos de Walt Whitman, Paul Verlaine, Anna Akhmatova y Boris Pasternak.

## Vida personal
Estaba casada con el arquitecto georgiano, Vladimir Alexi-Meskhishvili (1915-1978), con quien tuvo dos hijas, una de ellas, la directora de cine Nutsa Alexi-Meskhishvili conocida como Salomé Gogoberidze o también Salomé Alexi.

## Filmografía
- 1958: Gelatine (Гелати) [5]
- 1959: Tbilisi 1500 años (documental) ( Тбилиси 1500 лет ) [5]
- 1961: Erti tsis kvesh ( Bajo el mismo cielo )
- 1965: Veo el sol ( მე ვხედავ მზეს )
- 1968: Peristsvaleba ( Transfiguración )
- 1972: Cuando el almendro florezca
- 1975: Conmoción cerebral ( Aurzari salkhinetsi )
- 1978:Algunas entrevistas sobre temas personales ( Ramdenime interviev piradsakitkhebze )
- 1984: El día es más largo que la noche (Dges game utenebia)
- 1986: Oromtriali (La Agitación )
- 1992: Valsi petchoraze (Vals en el río Petchora)
- 2019: El hilo dorado ( Okros dzapi )
- 2023: Madre e hija, o la noche nunca es completa

## Premios
- 1974 Premio a la Mejor Dirección en el Festival de Cine de Almaty ( Cuando florecen los almendros )
- 1979 :Gran Premio en el Festival de Cine de San Remo, Premio a la Mejor Película y Premio Estatal de la Unión Soviética ( Algunas entrevistas sobre asuntos personales )
- 1986 :Premio a la Mejor Dirección en el Festival Internacional de Cine de Tokio ( The Agitation )
- 1993 : Premio Navichella y Premio de la Crítica Italiana en el Festival de Cine de Venecia, Premio en el Festival de Cine de Berlín, Premio de Producción en el Festival Internacional de Cine de Ginebra y Premio Especial del Jurado en el Festival Internacional de Cine de Marsella ( Vals en el río Petchora)